# トーレ・セビリア
トーレ・セビリア（スペイン語：Torre Sevilla）は、スペイン・アンダルシア州セビリア県セビリアにある超高層オフィスビルである。建設が2008年3月に始まり、2015年に完成した。タワーは180.5メートル（592フィート）の高さで40階建てである。タワーの隣にショッピングセンターがある。